# 東格蘭比 (康乃狄克州)
東格蘭比（英語：East Granby）是一個位於美國康乃狄克州哈特福縣的城鎮。

## 地理
東格蘭比的座標為41°56′48″N 72°44′28″W / 41.94667°N 72.74111°W，而該地的平均海拔高度為94米（即308英尺）。

## 人口
根據2010年美國人口普查的數據，東格蘭比的面積為45.80平方千米，當中陸地面積為45.50平方千米，而水域面積為0.30平方千米。當地共有人口5148人，而人口密度為每平方千米112人。